# Камера-люцида
Об эссе Ролана Барта см. Camera lucida (книга)

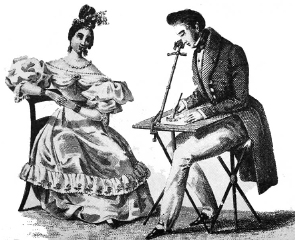
Рисование портрета при помощи камеры-люциды, 1807 г.

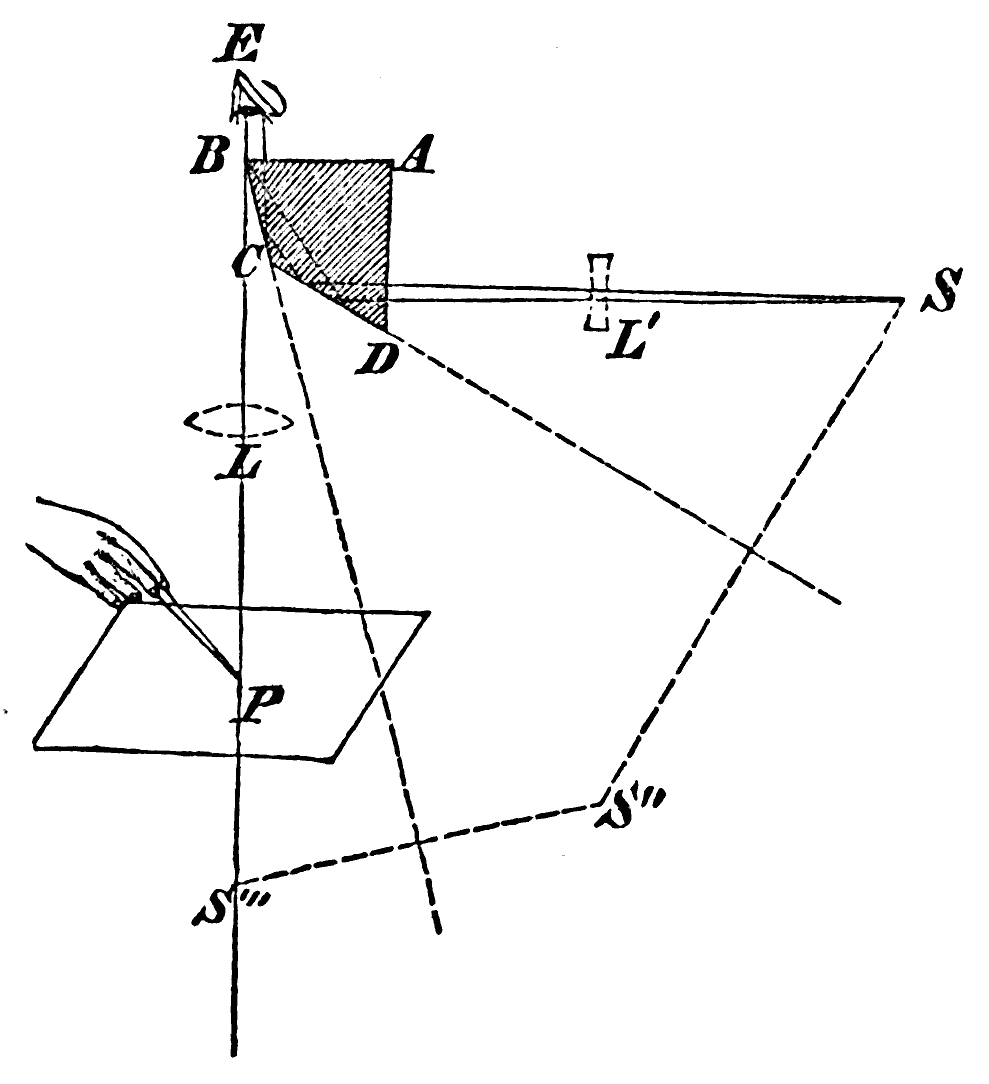
Оптическая схема

Камера-люцида, Камера-люсида, Камера-лючида (от лат. camera lūcida «светлая комната») — оптический прибор, снабжённый призмой и служащий вспомогательным средством при переносе существующих мотивов на бумагу. Камеру-люциду использовали в качестве альтернативы камеры-обскуры, дающей очень тёмное и перевёрнутое изображение предметов.
Таким образом художник мог достичь с камерой-люцидой правильного построения перспективы и большого сходства с существующим мотивом.

## Функциональная схема
В простейшей конструкции камеры-люциды использовали полупрозрачное зеркало, стоящее под углом 45° градусов как к художнику, так и к объекту рисования. Однако изображение при этом получается перевёрнутое. Также при использовании полупрозрачного зеркала терялось много света, что делало затруднительным работу при плохом освещении. Английский физик Уильям Волластон предложил использовать для этих целей четырёхгранную призму, в которой углы ABC и ADC равны 67,5°, а угол BCD — 135°. Через окуляр Е художник наблюдает отражённый в призме объект S, совмещённый в поле зрения художника с листом бумаги Р, создавая тем самым мнимое изображение. Смотреть через всю призму невозможно, поэтому приходится смотреть только в её краешек.

## История
Камера-люцида изобретена в 1807 году английским физиком Волластоном, камера была описана также Иоганном Кеплером в его работе «Dioprice» (1611).
Конструкция камеры-люциды была доработана французским оптиком Шарлем Шевалье.